# UFC 149
UFC 149: Faber vs. Barão ocorreu no dia 21 de julho de 2012, no Scotiabank Saddledome em Calgary, Alberta, Canadá. Esse foi o primeiro evento que o UFC fez em Calgary.

## Background
Em 24 de abril, devido a um conflito com a Conferência das Nações Unidas, a luta pelo Cinturão dos Pesos Médios entre Anderson Silva e Chael Sonnen, que estava originalmente programado para o evento principal do UFC 147 foi movida para o UFC 148 para servir como a luta principal. Planos estavam sendo feitos para que José Aldo, que na época estava programado para defender seu título neste evento contra um adversário indeterminado, fosse promovido a evento principal do UFC 147. No entanto, foi relatado em 28 de abril de 2012, que Aldo permaneceria neste evento e defenderia seu título contra Erik Koch.
A luta entre Michael Bisping e Tim Boetsch, originalmente programada para o UFC 148, foi transferida para este evento para fortalecer o Card Principal do UFC 149. No entanto, Bisping foi forçado a sair da luta com uma lesão e substituído pelo recém-chegado Hector Lombard.
Yoshihiro Akiyama era esperado para enfrentar Thiago Alves neste evento, mas foi forçado a retirar-se da luta devido a uma lesão e substituído por Siyar Bahadurzada. No dia 1 de junho, Thiago saiu da luta citando uma lesão, e foi substituído por Chris Clements.
Thiago Silva era esperado para enfrentar Maurício Shogun no evento. No entanto, Thiago foi forçado a sair da luta com uma lesão. Dana White queria casar a luta entre Glover Teixeira e Shogun, mas Shogun preferiu não enfrentar o colega e foi retirado do card e fará o evento principal do UFC on Fox 4 contra Brandon Vera.
Em 04 de junho de 2012 foi anunciado que o Campeão dos Pesos Galos do DREAM, Bibiano Fernandes teria assinado contrato com o UFC. Ele era esperado para lutar contra Roland Delorme. No entanto, em 11 de junho de 2012, foi anunciado que Bibiano foi removido do evento devido a problemas na negociação. O substituto de Bibiano ainda não foi definido.
Em 09 de junho de 2012 foi anunciado que o Campeão dos Pesos Penas do UFC, José Aldo foi removido do evento devido a uma lesão, então a luta foi retirada do card e substituída pela luta pelo Cinturão Interino dos Pesos Galos entre Urijah Faber e Renan Barão, que aconteceria no UFC 148 e foi passada para ser a luta principal do evento.
George Roop estava programado para enfrentar Antonio Carvalho, mas em 26 de junho, Roop foi forçado a sair da luta e substituído por Daniel Pineda.
Rodrigo Minotauro era esperado para enfrentar Cheick Kongo no evento. No entanto, Minotauro retirou-se da luta, citando que uma lesão no braço sustentado em sua última luta não tinha cicatrizado o suficiente para retomar o treinamento adequado e foi substituído por Shawn Jordan.
No dia 30 de junho, Siyar Bahadurzada foi forçado a sair de sua luta contra Chris Clements. Siyar foi substituído por Matthew Riddle.
Claude Patrick era esperado para enfrentar James Head no evento. No entanto, Patrick foi forçado a sair da luta com uma lesão e substituído por Brian Ebersole.

## Card
Nota 1 Ganhou o Cinturão Interino Peso-Galo do UFC.

Nota 2 Testou positivo para substancias proibidas.

Nota 3 Testou positivo para substâncias proibidas.

Nota 4 Nocaute mais rápido da história do UFC.

## Bônus da noite
Os lutadores receberam US$ 65 mil em bônus.
- Luta da Noite:  Bryan Caraway vs.  Mitch Gagnon
- Nocaute da Noite:  Ryan Jimmo
- Finalização da Noite:  Matthew Riddle